# Palazzo Giusso

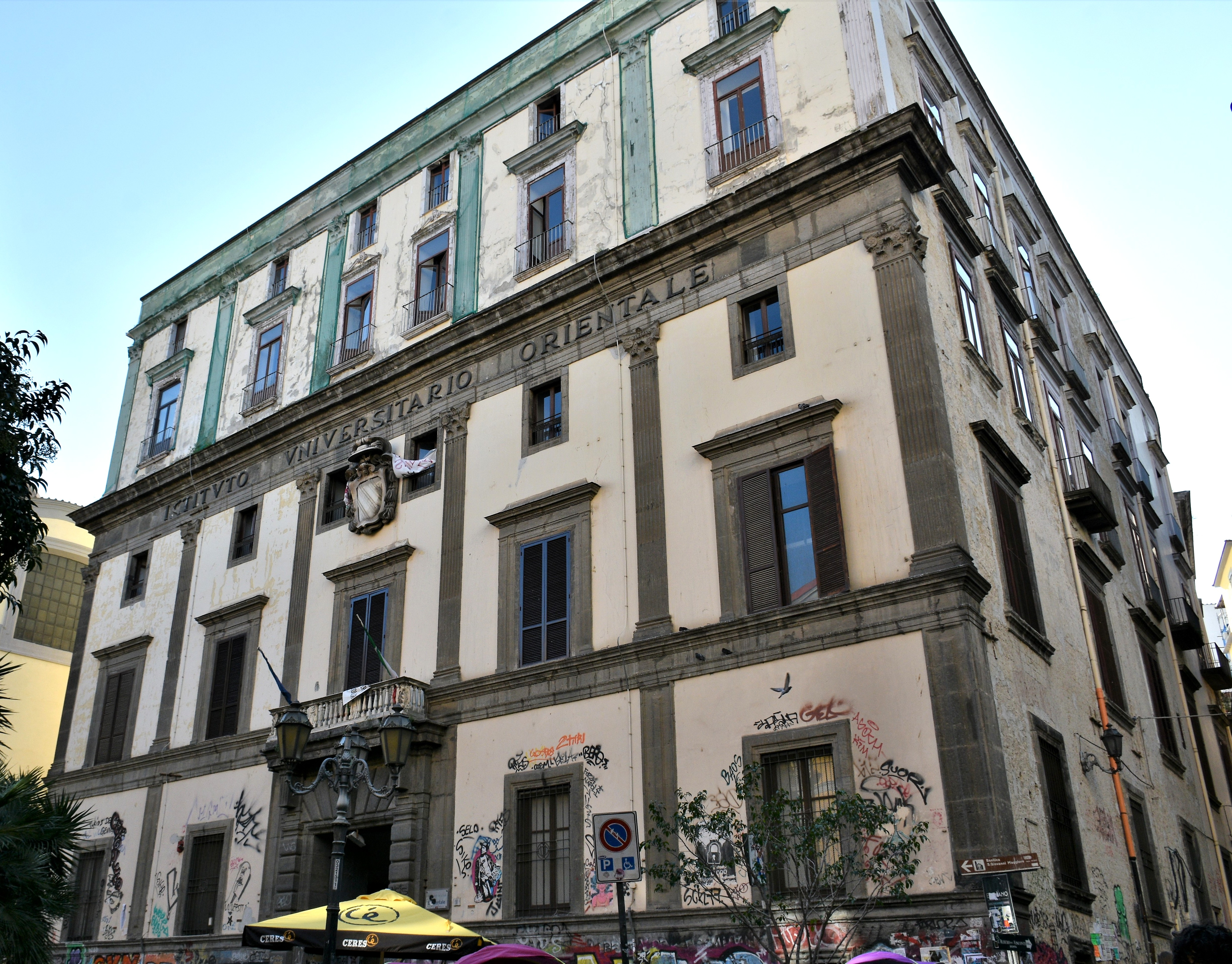
Palazzo Giusso in Neapel

Der Palazzo Giusso, auch Palazzo Filomarino della Torre genannt, ist ein Renaissancepalast aus dem 16. Jahrhundert im Viertel Porto in Neapel in der italienischen Region Kampanien. Er liegt am Largo San Giovanni Maggiore. In dem Gebäude sind heute Institute der Universität Neapel L’Orientale untergebracht, insbesondere der Sozialwissenschaften mit der Bibliothek im ersten Obergeschoss.

## Geschichte
An dieser Stelle stand im 16. Jahrhundert eine Adelsresidenz mit angrenzendem Zitrushain und Blick aufs Meer (der damals bis zum heutigen Corso Umberto reichte), in der Gonzalo Fernández de Córdoba y Aguilar, Vizekönig von Neapel, wohnte; dieser verkaufte das Anwesen 1546 an den Markgrafen von Grottole, Alonso Sánchez de Luna, Mitglied des Consiglio Collaterale des Vizekönigtums, der den Bildhauer und Architekten Giovanni da Nola mit der Projektierung des neuen Palastes beauftragte. Der Bau dieses Palastes begann 1549 und wurde erst Jahrzehnte später dank der Arbeit des gleichnamigen Sohnes des Bauherrn, Schatzmeister des Königreichs, abgeschlossen.
1645 kaufte Kardinal Ascanio Filomarino, Erzbischof von Neapel, das Gebäude. Seine Familie behielt das Anwesen eineinhalb Jahrhunderte lang, sodass es unter dem Namen Palazzo Filomarino della Torre bekannter ist; der Kardinal ließ den Palast endgültig fertigstellen, wobei er ein neues Eingangstor aus Piperno erstellen ließ und die Hütten in der unmittelbaren Umgebung abreißen ließ.

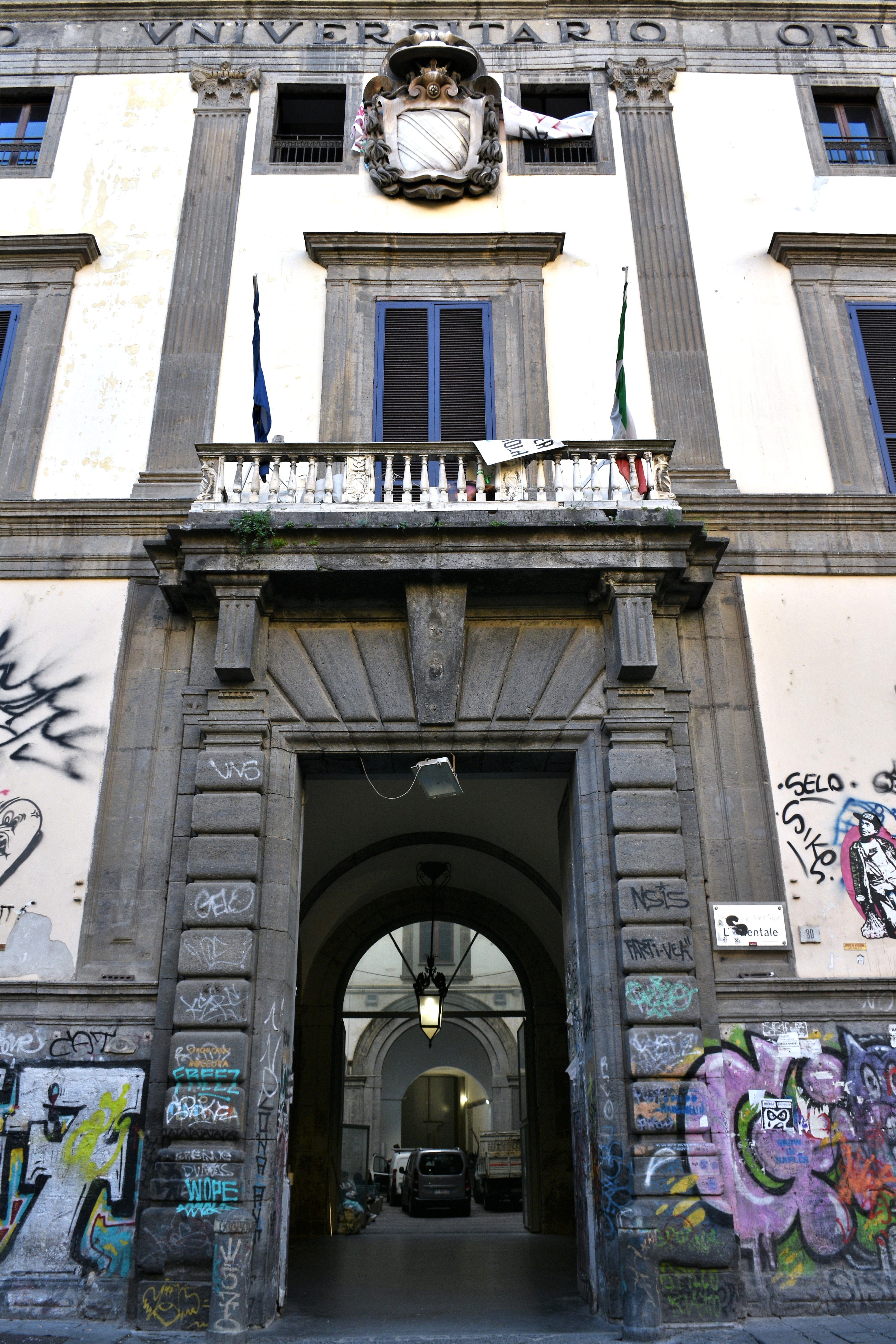
Detail des Eingangsportals mit dem Wappen des Kardinals Ascanio Filomarino darüber

Die rege Aktivität des Sammelns von Steinen und Texten zum Thema Vesuv erlaubte es Herzog Ascanio Filomarino della Torre ein Jahrhundert später, ein außergewöhnliches Vesuv-Kabinett in dem Palast einzurichten.
Im Januar 1799, nach der Flucht der Bourbonen aus der Stadt aufgrund der Ankunft der französischen Truppen, begab sich er neapolitanische Pöbel auf die Jagd nach allen, die in Neapel des Jakobinertums verdächtigt wurden, und deren Ermordung; ein Diener der Familie Filomarino lenkte den Verdacht auf die beiden Brüder, den Herzog Ascanio Filomarino und den Abt Claudio Filomarino, die aus dem Palast vertrieben und in der Nähe lebend verbrannt wurden. Das Gebäude wurde geplündert und angezündet:

“Le preziose masserizie, una scelta biblioteca, una raccolta di rare incisioni, un magnifico gabinetto di storia naturale, ricchezze preziose di natura e d'arte, tutto perì...“
(dt.:Wertvolle Haushaltsgegenstände, eine ausgewählte Bibliothek, eine Sammlung seltener Inschriften, ein großartiges Kabinett der Naturgeschichte, kostbare Reichtümer aus Natur und Kunst, alles ging verloren...)

In den folgenden Jahren blieb der Palast unbewohnt. Die Familie Filomarino war pleite und verkaufte einige Teile des Anwesens, die sich an den angrenzenden Gassen entlangzogen, bis nach einem kurzen Besitzerwechsel der Baukörper des Palastes 1828 an den Bankier Graf Luigi Giusso verkauft wurde, der dort den Sitz seiner Bank etablierte.
Giusso ließ im Inneren und an den Fassaden imposante Restaurierungsarbeiten durchführen, was die Erinnerungstafel bezeugt, die heute im Innenhof des Palastes angebracht ist. 1931 mietete das Regio Istituto Orientale (die heutige Universität Neapel L’Orientale) einen großen Teil der Räumlichkeiten an und 1932 kaufte sie das gesamte Gebäude durch Alberto Geremicca, den Kommissar des Instituts, mit Zustimmung des Ministeriums. Mit dem Beginn des akademischen Jahres 1934/1935 zog das Institut vollständig dorthin um und an der Fassade wurde die Aufschrift „R. Istituto Orientale“ angebracht. Mit den Jahren wandelte sich diese Aufschrift zuerst in „R. Istituto Superiore Orientale“, dann in „R. Istituto Universitario Orientale“ und schließlich mit der Gründung der Republik in „Istituto Universitario Orientale“, was heute noch dort zu lesen steht.

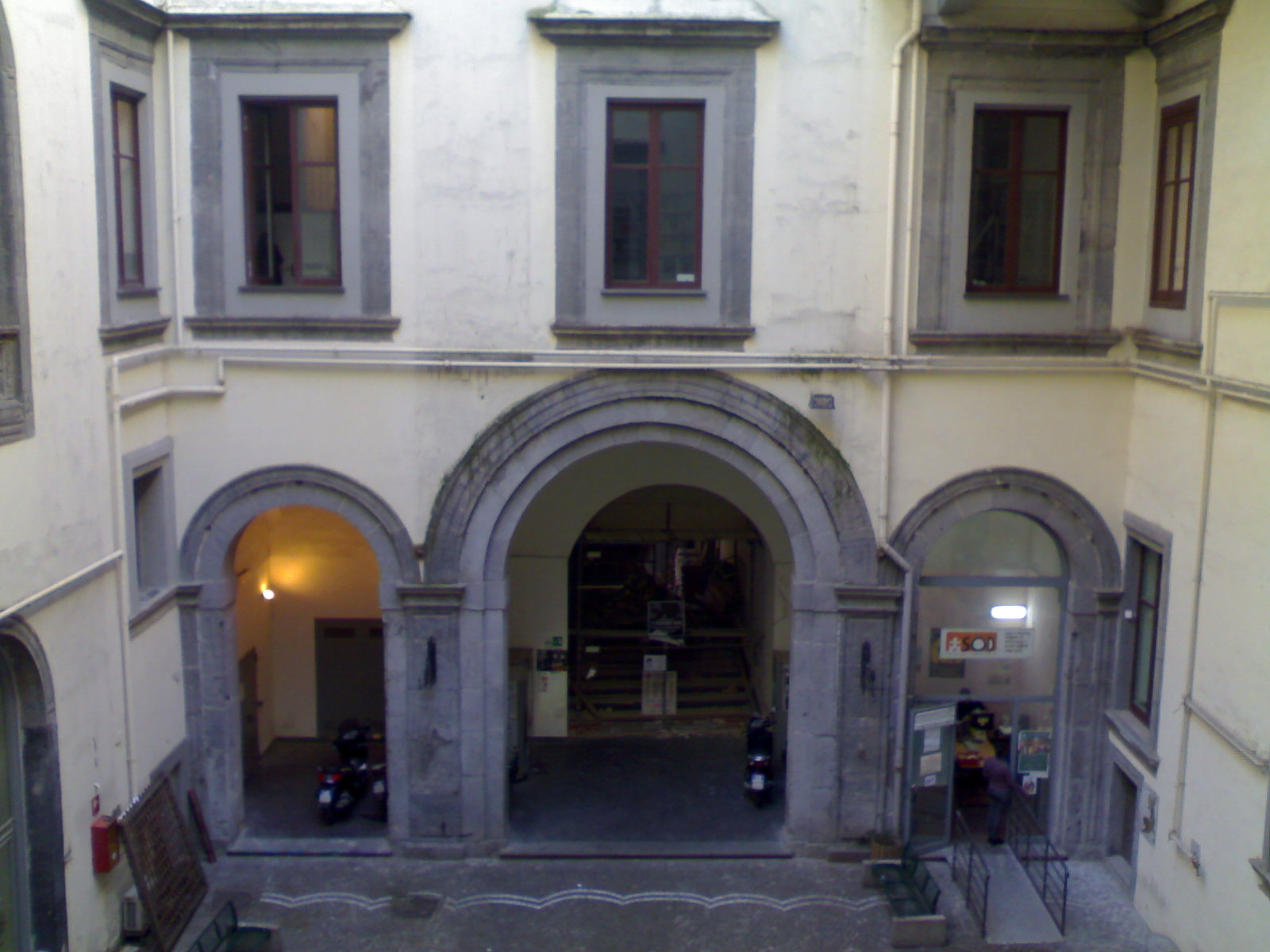
Innenansicht des Hofes

Die Restaurierung zur Anpassung des Gebäudes an die universitäre Nutzung dauerte zwei Jahre und führte zur Wiederherstellung der Fassade, die durch die Familien, die sich in dem Palast eingemietet hatten und dort ihre Kleider aufgehängt hatten, verunstaltet worden war. Bei einem zweiten, umfangreicheren Umbau in den 1990er-Jahren wurden ein Lift und feuerfeste Treppen im Innenhof installiert, was aber die architektonische Einheit des Gebäudes beschädigte. In den letzten Jahren hat die Universität L’Orientale die verbleibenden Grundstücksteile, die im Kaufvertrag aus den 1930er-Jahren nicht enthalten waren (von Familien und Geschäften belegt) gekauft, was den Kauf des gesamten Anwesens im Zuge eines weiteren Umbaus zur Ergänzung der Räumlichkeiten abschloss.

## Beschreibung
Das Gebäude hat zwei Vollgeschosse und ein Zwischengeschoss sowie das Erdgeschoss; durch die letzten Umbauten erhielt man vier Geschosse zusätzlich zum Erdgeschoss. Die Fassade wird durch komposite Lisenen im ersten Obergeschoss und durch Pilaster im Erdgeschoss geteilt. Der Innenhof ist wie ein typischer Hof eines neapolitanischen Adelspalastes gebaut: Die Bögen werden durch mit Piperno verkleidete und mit Stäben versehene Pilaster gestützt. Es gibt einen Brunnen von bestimmter Imposanz, zu dem man durch eine kleine Treppe bemerkenswerter Machart gelangt. Das extrem robuste Äußere des Palastes ist durch mangelnde Pflege leicht heruntergekommen. Das weitläufige Untergeschoss war bis 2003 mit der Mensa der Universität belegt; dann wurde diese geschlossen und das Untergeschoss blieb ungenutzt.
Bei der Plünderung von 1799 wurden der alte Schmuck im Inneren (Malereien, Möbel und eine große Bibliothek) zerstört, was die neuen Besitzer zu einem umfassenden Umbau zwang. In den 1930er-Jahren blieb von den früheren Räumlichkeiten lediglich ein Bodenbelag mit einem Gemälde in Majolika. An der Gewölbedecke des Salons im ersten Obergeschoss, der heutigen „Aula Matteo Ripa“, gestaltete Giuseppe Cammarano ein Fresko, auf dem „Hercules am Scheideweg“ dargestellt ist.
Zum Anwesen des Palazzo Giusso gehörte auch die historische Libanon-Zeder in der Mitte des Vorplatzes, die in der Nacht zum 12. Juni 2013 gefällt und am Abend des 27. Juni 2013 neu gepflanzt wurde.